# Tetsuta Nagashima

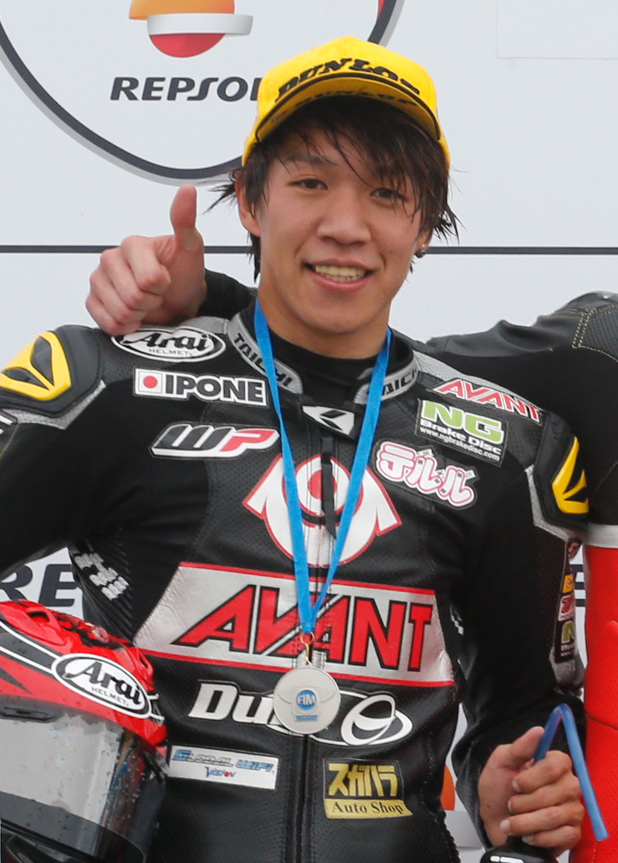
Tetsuta Nagashima

Tetsuta Nagashima, född 2 juli 1992 i Kanagawa, är en japansk motorcykelförare som tävlar i roadracing. Han tävlar i Moto2-klassen i världsmästerskapen i Grand Prix Roadracing.

## Tävlingskarriär
Nagashima tävlade i japanska mästerskap fram till 2013. Det året gjorde han också Grand Prix-debut i Moto2-klassen vid Japans Grand Prix. Säsongen 2014 fick han köra som ordinarie förare i Moto2-VM för JiR på en TSR. 2015 och 2016 tävlade han i europamästerskapen i Moto2 och kom tvåa 2016. Till säsongen 2016 kom Nagashima tillbaka till VM i Moto2 med SAG Team på en Kalex. Han kom på 26:e plats i VM. Till 2018 bytte han team till Idemitsu Honda Team Asia och blev 20:e i VM. Roadracing-VM 2019 körde Nagashima för SAG Team igen och blev 14:e i VM. Till Roadracing-VM 2020 fick Nagashima kontrakt med Ajo Motorsport och vann säsongens första Grand Prix, i Qatar 8 mars. Vet var också Nagashimas första Grand Prix-seger.

## Framskjutna placeringar
Uppdaterad till 2020-07-20.
| Nr | Grand Prix | År   |
| -- | ---------- | ---- |
| 1  | Qatar      | 2020 |

| Nr | Grand Prix | År   |
| -- | ---------- | ---- |
| 1  | Spanien    | 2020 |